# 施訓
施訓（1468年—？年），字庭方，四川重慶府巴縣人，民籍，明朝政治人物。

## 生平
四川鄉試第六十八名舉人。弘治十五年（1502年）中式壬戌科會試第二百六十五名，二甲第三十一名進士。歷官南京户部郎中，正德七年（1512年）六月升陕西右参议。

## 家族
曾祖施彥政；祖父施禮；父施恩，母張氏；繼母陳氏。具庆下。弟諫、訥。